# South Bass Island Light
South Bass Island Light ist ein ehemaliger Leuchtturm am südlichen Ende der gleichnamigen Insel im Eriesee. Er wurde am 5. April 1990 in das National Register of Historic Places aufgenommen und es wird angenommen, dass es sich um den einzigen Leuchtturm in den Vereinigten Staaten handelt, der im Eigentum einer Universität steht, der Ohio State University.

## Geschichte
Ein Anstieg der Zahl der Reisenden Ende des 19. Jahrhunderts veranlasste die zuständige Behörde 1893, den Bau eines Leuchtturms auf der Insel zu genehmigen. Das Lichtsignal diente dazu, die Passage zwischen Sandusky und Toledo zu markieren, gemeinsam mit anderen Leuchtfeuern in der Umgebung. Als Standort wählte man Parker Point am südwestlichen Ende der Insel. 1895 wurde ein 8000 m² großes Grundstück angekauft. Der Bau des Leuchtturms verzögerte sich, weil der ursprüngliche Bauunternehmer Schwierigkeiten bei der Bauausführung hatte. Somit wurde das Leuchtfeuer erst 1897 in Betrieb genommen. Bei dem Bau handelt es sich um ein für die Zeit des Baues untypisches Bauwerk, einen zweieinhalbstöckigen Ziegelbau im Queen Anne Style, mit einem dreistöckigen Turm an einer Ecke. Dieser war mit einer Fresnel-Linse ausgestattet, deren Licht ursprünglich durch Öl befeuert war, das aber später auf elektrischen Strom umgestellt wurde.
Die Dienstzeit des ersten Leuchtturmwärters Harry Riley und die seines Assistenten Sam Anderson war kurz. Im August 1898 wurde der Ausbruch von Pocken auf der Insel festgestellt, wobei die Krankheitsfälle leicht und keine Toten zu verzeichnen waren. Trotzdem berichtete eine Zeitung am 1. September, dass der erst einen Monat vorher angeheuerte Anderson aus Angst vor der Seuche das Trinken angefangen habe und sich im Keller des Leuchtturmes verstecke, wo er eine Reihe von Schlangen hielt. Er verließ den Turm schließlich und stürzte sich in den See mit dem Ausruf „Gott rette sie alle.“ Seine Leiche wurde am nächsten Tag gefunden. Am selben Tag, als der Bericht erschien, wurde Riley in Sandusky durch die Polizei aufgegriffen, offenbar verrückt geworden. Er wurde in die staatliche Nervenklinik eingewiesen und starb im darauffolgenden März. 1925 starb der Leuchtturmwärter Charles B. Duggan tragisch bei einem Sturz von der Klippe an der westlichen Seite der Insel.
1962 wurde das Leuchtfeuer abgeschaltet und durch einen stählernen Turm ersetzt, der direkt neben dem alten Gebäude errichtet wurde. Die alte Optik wurde in das Lake Erie Island Historical Museum überstellt, wo sie noch heute ausgestellt ist. Fünf Jahre später wurde die Einrichtung vollständig ausgemustert. Die Ohio State University, die das Stone Laboratory auf Gibraltar Island im nahegelegenen Put-in-Bay betreibt, sah die Möglichkeit, die Einrichtung zu erweitern, und handelte eine auf dreißig Jahre laufende Grundstücksüberlassungsurkunde aus. Als diese 1997 auslief, übernahm die Universität den ursprünglichen Leuchtturm endgültig in ihr Eigentum. Durch die NOAA wurde 1983 am Leuchtturm eine automatische Wetterstation in Betrieb genommen. Der Leuchtturm dient der Unterbringung von Wissenschaftlern und Angestellten der Universität und ist seit Sommer 2007 auch für Besichtigungen geöffnet. Das Bauwerk, dessen Äußeres weitgehend unverändert ist, wurde 1990 dem National Register of Historic Places hinzugefügt.